# Harpolirarna
Harpolirarna är ett svenskt spelmanslag från Skåne som grundades den 1 februari 1984, men som har sina rötter i 1970-talet. Spelmanslaget spelar främst folkmusik från Skåne.

## Bakgrund
Spelmanslaget rötter spås till gruppen Låt gå, där stommen utgjordes av Jan-Erik Wideberg, Leo Sydborn och Tuve Wällstedt. Gruppen Låt gå spelade även de skånsk folkmusik. Spelmännen trakterade såväl fiol som träskofiol och så småningom även nyckelharpa. Wideberg, som var träslöjdslärare till yrket, ledde de andra i instrumentbygge.
Det var ur detta arbete med att bygga instrument och spela folkmusik som spelmanslaget växte till det som idag är Harpolirarna vilket grundades i februari 1984. Spelmanslaget, som har formen av en ideell förening, har till uppgift att skapa intresse för och kunskap om traditionell musik och bygdekultur och att driva instrumentslöjd med inriktning mot äldre musikinstrument. Utöver kromatisk nyckelharpa trakteras numera bland annat fiol, träskofiol, flöjter, dragspel, bas och gitarr av lagets spelmän.

## Verksamhet
Spelmanslaget genomför återkommande publika spelningar, bland annat vid olika danstillfällen. Harpolirarna spelar även återkommande på olika nationaldags- och midsommarfiranden i Skåne. Därtill gör spelmanslaget även egna arrangemang av gamla visor och folksånger. Spelmanslaget samarbetar med folkdanslaget Ringsjögillet, som i mer än 40 år varit verksamt i Eslöv. Dansmusiken spänner då över såväl gammaldans som folkdans.
Harpolirarna tilldelades Brönneslöv stipendiet år 2012 av Eslöv - Höör Släkt och folklivsforskare. Detta för att de "[under många år och genom] åtskilliga framträdanden glatt en stor och skiftande publik både i Sverige och utomlands." Spelmanslaget har, förutom spelningar i Sverige, även företagit resor utomlands och då spelat där, bland annat i Danmark, Norge och Tyskland.
Antalet medlemmar i spelmanslaget har varierat över tid, men idag (2020) har man cirka femton medlemmar runt om i Skåne. Sedan Wideberg gick bort 2017 har spelmanslagets instrumentbyggande verksamhet avstannat något.